# Léon Ier (prince d'Arménie)
Pour les articles homonymes, voir Léon Ier et Léon d'Arménie.
Léon Ier ou Levon Ier (en arménien Լեւոն Ա), (mort le 14 février 1140) est un prince des Montagnes (Cilicie arménienne) roupénide ayant régné de 1129 à 1140. Il est le fils de Constantin Ier, seigneur de Bartzeberd et de Vahka.

## Biographie
À la mort de son frère, il écarte du pouvoir son neveu Constantin Ier et le fait probablement empoisonner. Il continue l'expansion de ses prédécesseurs et prend en 1132 les villes de Mopsueste, de Tarse et d'Adana, lui assurant le contrôle de toute la Cilicie. Mais ces succès attirent la colère de l'empereur byzantin pour qui la Cilicie est indispensable pour garder le contact avec les États latins d'Orient. En 1137, Jean II Comnène vient à la tête d'une armée pour reprendre la Cilicie. Fort d'une supériorité numérique, il reprend sans difficulté les villes de la plaine cilicienne, puis assiège Anazarbe, qu'il prend en juillet 1137 après un siège difficile. Léon se réfugie dans les montagnes, mais l'empereur prend Vahka, fait prisonnier Léon et l'envoie en captivité à Constantinople en 1138. C'est dans cette ville qu'il meurt, le 14 février 1140.

## Mariage et enfants

Cilicie arménienne en 1135.

Son épouse n'est pas connue. Le chroniqueur Orderic Vital mentionne que Léon est « fils de Turold des Montagnes et oncle de la femme de Bohémond II d'Antioche ». Dans le cas où cette seconde mention est correcte, on constate qu'Alix de Jérusalem, la femme de Bohémond II, est la fille de Baudouin II de Jérusalem, comte d'Édesse puis roi de Jérusalem, et de l'Arménienne Morfia de Malatya. Il s'ensuit deux possibilités :
1. Léon Ier a épousé une sœur de Morfia, donc une fille de Gabriel de Malatya, seigneur de Malatya (ou Mélitène) ;
2. Léon Ier a épousé une sœur de Baudouin II, donc fille d'Hugues Ier de Rethel, comte de Rethel et de Mélisende de Montlhéry, appartenant à un vaste réseau familial de croisés (Hugues II du Puiset-Jaffa, Josselin Ier d'Édesse…). Le problème de cette hypothèse est que Thoros II a épousé Isabelle de Courtenay, la fille de Josselin II d'Édesse, comte d'Édesse, et qu'il y aurait eu un empêchement au mariage[3], alors que personne ne parle ni d'empêchement, ni de dispense.

De ce premier mariage sont issus :
- peut-être une fille, qui aurait épousé un chevalier franc d'Antioche et serait mère[4] de Thomas, régent de la principauté durant le règne de Roupen II ;
- une fille, mariée en 1115 à Vasil Dgha, seigneur de Raban et de Kaisun ;
- Constantin, qui aurait été aveuglé par les Byzantins lors de leur reconquête de la Cilicie. Il se réfugie en 1138 à Édesse, et meurt avant 1144 ;
- Thoros II (mort en 1169), prince des Montagnes ;
- Stéphane (mort en 1165), marié à Rita de Barbaron, et père de :
  - Roupen III (mort en 1187), prince des Montagnes,
  - Léon II (mort en 1219), prince des Montagnes puis roi d'Arménie,
  - une fille, mère probable de Doleta, mariée en 1186 à Bertrand Embriaco, seigneur du Gibelet ;
- Mleh (mort en 1175), prince des Montagnes ;
- Roupen (mort en 1141), capturé par les Byzantins en 1138, puis exilé et assassiné à Constantinople.